# Trans-Fettsäuren
trans-Fettsäuren – kurz auch TFS – sind ungesättigte Fettsäuren mit mindestens einer trans-konfigurierten Doppelbindung zwischen zwei Kohlenstoffatomen. In der menschlichen Ernährung finden sie sich als Transfette in Milchfett, Rindfleisch und industriell produzierter Nahrung. Sie werden als Mitverursacher von koronaren Herzkrankheiten angesehen (Arteriosklerose, Herzinfarkt).
Die Verwendung der Bezeichnung trans-Fettsäure ist mehrdeutig:
- Wenn von trans-Fetten die Rede ist, meint man fast immer trans-Fettsäure enthaltende Lebensmittelfette, d. h. Triglyceride, in denen eine oder mehrere trans-Fettsäure(n) über Estergruppen an Glycerin gebunden sind.
- Dagegen sind ungebundene, „freie“ trans-Fettsäuren, mit meist 16, 18 oder 20 Kohlenstoffatomen und einer Carboxygruppe an einem Ende des kettenförmigen Moleküls, fast nie gemeint.

Laut Weltgesundheitsorganisation sterben jedes Jahr weltweit eine halbe Million Menschen an koronarer Herzkrankheit, die durch den Konsum von Trans-Fettsäuren verursacht wurde.
In der Europäischen Union gilt eine Höchstgrenze von 2 g pro 100 g Fett.

## Vorkommen und Entstehung

### Bakterielle Bildung
Glyceride von trans-Fettsäuren finden sich natürlicherweise
- in Milchprodukten: Drei bis sechs Prozent aller Fettsäurereste in Produkten wie Käse, Butter oder Joghurt sind trans-Fettsäurereste, v. a. Vaccensäure.[4]
- im Fleisch von Wiederkäuern: Durch anaerobe bakterielle Stoffwechselprozesse (Bakterium Butyrivibrio fibrisolvens)[1][5] im Pansen von Wiederkäuern entstehen auch auf natürliche Weise trans-Fettsäuren, die sich im Rindfleisch, Lammfleisch, Ziegenfleisch sowie im Fleisch von Hirschen wiederfinden. Von diesen sind insbesondere die konjugierten Linolsäuren und die trans-Vaccensäure von Bedeutung.[6]

Unverarbeitete, nicht erhitzte pflanzliche Fette sind von Natur aus praktisch frei von Triglyceriden ungesättigter trans-Fettsäuren.

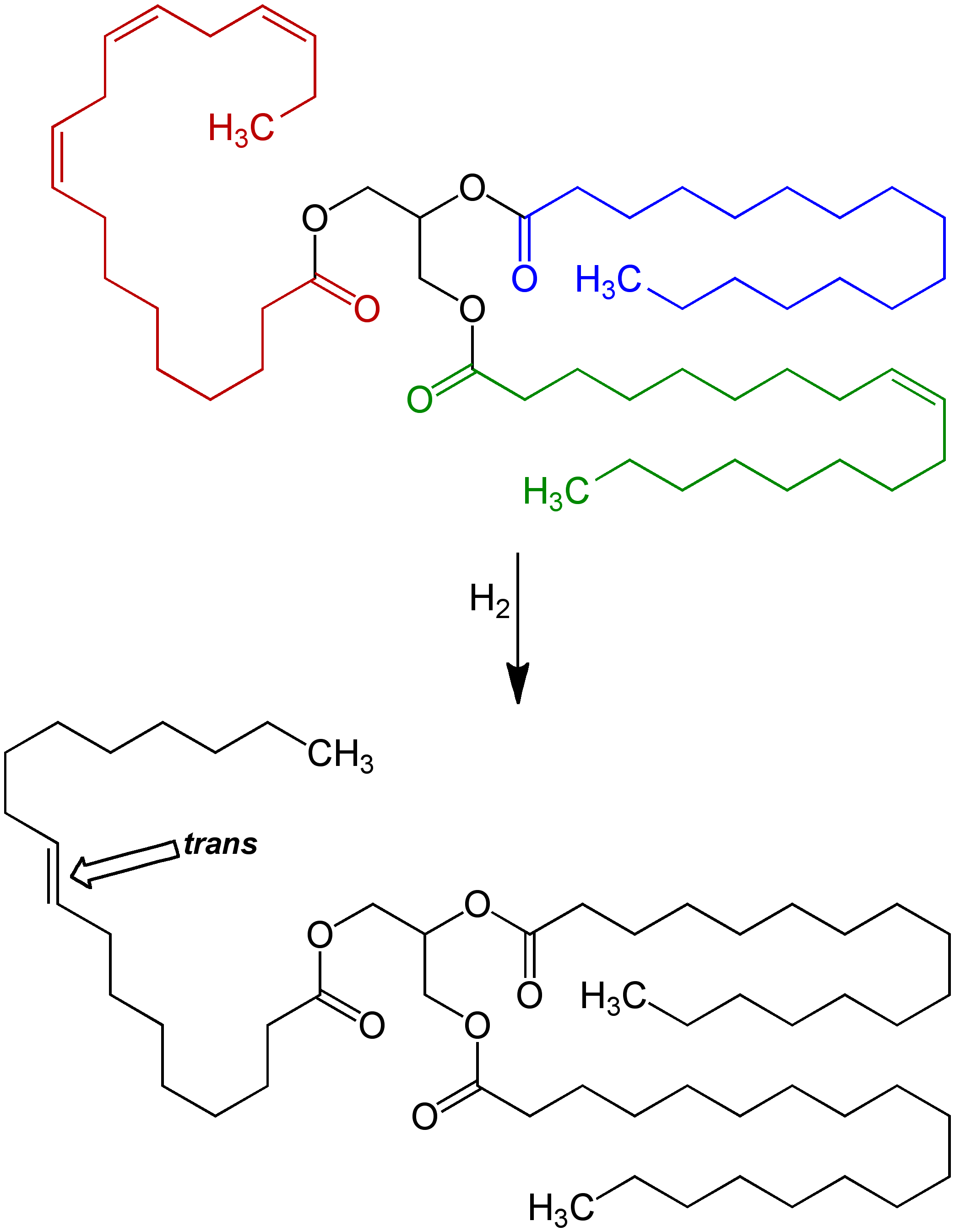
Katalytische partielle Fetthärtung mit Wasserstoff: Oben ein Triglycerid in einem Öl mit einem blau markierten gesättigten Fettsäurerest, einem grün markierten einfach ungesättigten cis-Fettsäurerest sowie einem rot markierten dreifach ungesättigten Fettsäurerest mit drei cis-konfigurierten Kohlenstoff-Kohlenstoff-Doppelbindungen. Im Zentrum ist in der oberen Strukturformel das dreifach acylierte Glycerin (schwarz markiert) erkennbar. Unten das partiell hydrierte Fett, das links eine trans-konfigurierte Kohlenstoff-Kohlenstoff-Doppelbindung besitzt, die durch die unerwünschte Isomerisierung einer cis-konfigurierten Kohlenstoff-Kohlenstoff-Doppelbindung entstanden ist.

### Industrielle Fetthärtung
In naturbelassenen Pflanzenölen liegen die ungesättigten Fettsäureester weitgehend in der gewinkelten cis-Form vor. Bei industriellen Prozessen wie der Fetthärtung, d. h. der Umwandlung ungesättigter Doppelbindungen in gesättigte Einfachbindungen durch katalytische Wasserstoffanlagerung, entstehen trans-Fettsäureester als Nebenprodukte (z. B. Elaidinsäure):
- bei der Umlagerung einfach ungesättigter (nicht-hydrierter) cis-Fettsäureester in die trans-Form entsprechend einer Isomerisierung an Stelle einer erfolgreichen Hydrierung.
- bei der nur partiell erfolgreichen Hydrierung mehrfach ungesättigter cis-Fettsäureester

Bei der Margarineherstellung betrug früher aufgrund unvollständiger Fetthärtung der Anteil von trans-Fettsäureester in den Glyceriden bis zu 20 Prozent; inzwischen sind durch verbesserte Herstellungstechniken vollständiger hydrierte Produkte mit weit geringerem Anteil (ca. zwei Prozent) erhältlich.
Ergänzend soll hier noch erwähnt werden, dass die Umlagerung auch durch Stickoxide katalysiert wird.

### Erhitzen und Braten bei hohen Temperaturen
Beim längeren Erhitzen von Pflanzenölen – z. B. beim Frittieren – mit hohem Gehalt an mehrfach ungesättigten cis-Fettsäureestern (abgeleitet von der Linol- oder Linolensäure) findet eine Isomerisierung von cis- zu trans-Fettsäureestern statt.

## Beispiel
| ungesättigte Fettsäuren | ungesättigte Fettsäuren |
| trans-Fettsäure [(E)-Fettsäure] | cis-Fettsäure [(Z)-Fettsäure] |
| --- | --- |
| Strukturformel der Elaidinsäure | Strukturformel der Ölsäure |
| Kalottenmodell der Elaidinsäure | Kalottenmodell der Ölsäure |
| Elaidinsäure ist eine trans-Fettsäure und kommt als Triglycerid verestert in Milchfett vor. Triglyceride der Elaidinsäure finden sich auch oft in gehärteten Pflanzenölen. Elaidinsäure besitzt einen Schmelzpunkt von 46,5 °C. | Ölsäure ist eine cis-Fettsäure, die zu 55–80 % als Triglycerid verestert in Olivenöl enthalten ist. Ölsäure hat einen Schmelzpunkt von 13,5 °C. |

## Analytik
Die qualitative und quantitative Bestimmung einzelner trans-Fettsäuren aus unterschiedlichen Untersuchungsmaterialien kann nach geeigneter Probenvorbereitung durch Gaschromatographie und Kopplung mit der Massenspektrometrie erfolgen. Zur sicheren Trennung der einzelnen Fettsäuren müssen in diesen Fällen spezielle stationäre Phasen, wie zum Beispiel DB 23-Trennsäulen mit Cyanopropylmethylpolysiloxan verwendet werden.

## Wirkung auf den Menschen
Nach wissenschaftlichen Untersuchungen geht von Nahrungsmitteln mit höheren Anteilen von trans-Fettsäureestern eine erhöhte Gesundheitsgefahr aus. Ein hoher Konsum von trans-Fettsäureestern gilt als eine Ursache für einen zu hohen LDL-Spiegel im Blutserum (Low Density Lipoprotein, umgangssprachlich auch schlechtes Cholesterin genannt) und für einen Abfall des HDL-Spiegels (High Density Lipoprotein, umgangssprachlich auch als das gute Cholesterin bezeichnet), was per Arteriosklerose zu einem erhöhten Herzinfarkt- und Schlaganfallrisiko führen kann.
Menschen mit speziellen Ernährungsgewohnheiten (häufiger Verzehr von Fast-Food, Fertiggerichten, verschiedenen Backwaren und minderwertigen Margarinen) nehmen große Mengen teilgehärteten Fettes zu sich. Deswegen wird Erwachsenen empfohlen, Glyceride mit nicht mehr als zwei bis drei Gramm trans-Fettsäureresten pro Tag zu sich zu nehmen. Eine tägliche Einnahme von Triglyceriden mit fünf Gramm der trans-Fettsäurereste steigert das Risiko der koronaren Herzerkrankung um 25 %.
Zu anderen gesundheitlichen Auswirkungen von Triglyceriden der trans-Fettsäuren wie zu hoher Blutdruck, Insulinresistenz, Krebsrisiko und Allergien liegen nach Auffassung der EU-Behörde für Lebensmittelsicherheit keine ausreichend aussagekräftigen Untersuchungen vor. Unbekannt sind die Effekte durch Einlagerung in die Zellmembranen, werden aber grundsätzlich als zusätzliches Gesundheitsrisiko angesehen.

## Vorkommen in Lebensmitteln
Triglyceride mit trans-Fettsäureresten kommen vor allem in vielen frittierten Produkten und Backwaren vor, wenn teilgehärtete Fette eingesetzt wurden. Insbesondere enthielten und enthalten Produkte wie zum Beispiel Pommes frites, Kekse, Kartoffelchips und verschiedene Back- und Bratfette große Mengen an trans-Fettsäureestern.
Im November 1999 wurde das Thema trans-Fettsäuren der breiteren Öffentlichkeit bekannt. Die amerikanische Food and Drug Administration (FDA) veröffentlichte damals den Gehalt an trans-Fettsäuren im Verhältnis zu anderen Fettsäuren in den Triglyceriden diverser Lebensmittel.
Untersuchungen des Bayerischen Landesamts für Gesundheit und Lebensmittelsicherheit (Januar 2007) zeigen, dass trans-Fettsäuren in Deutschland v. a. in Frittierfetten vorkommen. Auffällig ist die äußerst geringe Anzahl von Publikationen über die Zusammensetzung von Margarinen und die Anteile von gehärteten Fetten mit trans-Fettsäureestern.
In Streich- und Speisefetten fällt der Gehalt an Triglyceriden mit trans-Fettsäureresten mit 1 bis 2 % aller Fettsäurereste inzwischen niedriger aus. Die trans-Fettsäureanteile in den Triglyceriden in bestimmten Backwaren (Zwieback, Cracker, Kuchen, Blätterteiggebäck, Kekse usw.) sowie Frühstücksflocken mit Fettzusatz, Pommes frites, Trockensuppen und einigen Süßwaren schwanken immer noch stark zwischen weniger als 1 und 30 % – je nachdem, welche Art von Fetten für die Produktion verwendet wurden.
In einer Untersuchung des Schweizer Fernsehens waren Blätterteig, Frittieröl und Instantsuppen die Spitzenreiter, während beim früher beanstandeten Nutella nur noch geringe Konzentrationen gefunden wurden.

## Gesetzliche Maßnahmen
Weltweit sind laut WHO immer noch 5 Milliarden Menschen nicht vor den gesundheitlichen Folgen von Trans-Fettsäuren geschützt.

### In der EU
Seit dem 2. April 2021 dürfen in der EU Lebensmittel aufgrund der Verordnung (EU) 2019/649 nur noch in den Handel gelangen, wenn sie unter 2 g industrielles Transfett pro 100 g Fett enthalten.
Vor der Einführung des EU-weiten Grenzwertes haben einige Länder bereits eigenständige Gesetze erlassen. So wurde in Dänemark schon im März 2003 ein Anteil von weniger als 2 % industriell erzeugten trans-Fettsäureresten in Nahrungsfetten per Gesetz vorgeschrieben. Island beschloss im November 2010, dem dänischen Beispiel zu folgen. In Österreich trat im September 2009 eine Verordnung in Kraft, die für Fette und fette Öle sowie für Lebensmittel mit einem Fettgehalt von mehr als 20 Prozent einen Grenzwert von zwei Prozent veresterten trans-Fettsäuren festlegt. Für Lebensmittel mit einem Fettgehalt von weniger als 20 Prozent soll der Grenzwert vier Prozent betragen. Bislang gibt es in Deutschland keine gesetzlichen Grenzwerte und keine Deklarationspflicht für den Anteil der in Lebensmittel enthaltenen trans-Fettsäuren. In Deutschland müssen nach der Lebensmittel-Kennzeichnungsverordnung (LMKV) gehärtete Fette mit dem Hinweis „gehärtet“ deklariert werden. Seit Mitte 2012 existiert in Deutschland eine gemeinsame Initiative des Verbraucherschutzministeriums und der Lebensmittelwirtschaft zur Minimierung von trans-Fettsäuren in Lebensmitteln. Hierzu gehören eine Rahmenleitlinie und sieben produktgruppenspezifische Leitlinien, in denen Wege zur weiteren Minimierung aufgezeigt werden.
Eine Angabe des trans-Fettsäurengehalts ist aufgrund der Verordnung (EU) Nr. 1169/2011 (Lebensmittel-Informationsverordnung) in der EU wettbewerbsrechtlich untersagt.

### Andere Länder
In der Schweiz darf seit April 2008 die Summe der trans-Fettsäuren 2 g pro 100 g pflanzliches Speiseöl bzw. pflanzliches Speisefett nicht überschreiten.
In New York und Philadelphia (USA) ist durch ein Gesetz die Verwendung von Transfetten für die Zubereitung von Speisen in Restaurants, Imbissstuben, Lokalen, Cafés und Konditoreien seit Mitte 2008 vollständig verboten. In Kalifornien sind Transfette seit 2010 in Restaurants verboten. Seit 2011 dürfen die Fette nicht mehr in Produkten enthalten sein, die im Einzelhandel angeboten werden. Die FDA entschied im Juni 2015 das generelle Verbot von künstlichen trans-Fettsäuren in Lebensmitteln und deren Entfernung aus dem Handel innerhalb von drei Jahren. Hersteller, die in Zukunft immer noch Transfette in ihren Produkten verwenden wollen, müssen Sicherheitsbestimmungen erfüllen und bei der FDA um Erlaubnis ansuchen. Spuren von Transfetten – weniger als 0,5 Gramm pro Portion – sind für einige Lebensmittel weiterhin erlaubt.